# مسجد مقصودبيك
مسجد مقصودبيك هو مسجد تاريخي يعود إلى عصر السلالة الصفوية، ويقع في أصفهان.